# Vaszilij Vasziljevics Nyikityin
Vaszilij Vasziljevics Nyikityin (oroszul: Василий Васильевич Никитин; 1901–1955) szovjet repülőgép-tervező. Nem volt repüléssel kapcsolatos műszaki végzettsége. A repülést és a repülőgép-tervezést is autodidakta módon tanulta meg. Több mint egy tucat repülőgépet tervezett és épített, közülük több igen eredeti konstrukció. Gépei berepülését többnyire saját maga végezte.
Építészeti főiskolát végzett. 1922-ben kezdett el repülőgépekkel foglalkozni, kezdetben Dmitrij Grigorovics mellett. 1925–1929 között Nyikolaj Polikarpov mellett, majd 1930–1933 között a Központi Tervezőirodában (CKB) dolgozott.
1933–1939 között több saját tervezésű gépet épített meg, illetve más tervezőirodák fejlesztési munkáit irányította. Az önállóan tervezett gépek mellett Vlagyimir Sevcsenkóval közösen tervezték meg az ISZ-sorozat gépeit, az ISZ–1, ISZ–2 (más jelzéssel I–220) vadászrepülőgépeket. A kétfedelű gépek jellegzetessége a behúzható alsó szárny volt. A sorozat többi tagja, az ISZ–3 és az ISZ–4 csak terv maradt.
1939-1940-ben a moszkvai OKB–30 tervezőirodában dolgozott. 1941-től a CAGI-nál tevékenykedett, többek között részt vett az intézet szélcsatornáinak építésében. A CAGI-nál ő irányította a szélcsatorna vizsgálatokat és az eredmények kiértékelését. A második világháború után a Kamov-tervezőirodánál Nyikolaj Kamov főkonstruktőr helyettese volt.

## Repülőgépei
- NV–1 – együléses könnyű sportrepülőgép
- NV–2 – az NV–1 továbbfejlesztett változata
- NV–2bisz – az NV–2 továbbfejlesztett változata
- UTI–5 – az NV–2 erősebb, MG–1 típusú motorral felszerelt módosított változata
- UTI–6 (NV–6) – műrepülőgép, melyet az OKB–30 tervezőirodánál tervezett
- NV–5  – kétfedelű kiképző repülőgép
- U–5 – kétfedelű kiképző repülőgép
- U–5bisz – az U–5 továbbfejlesztett változata
- NV–4 – kétüléses, kétfedelű hidroplán
- MU–4 – kétüléses repülő csónak
- ISZ–1 – vadászrepülőgép
- ISZ–2 – vadászrepülőgép